# DJI 오즈모

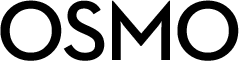

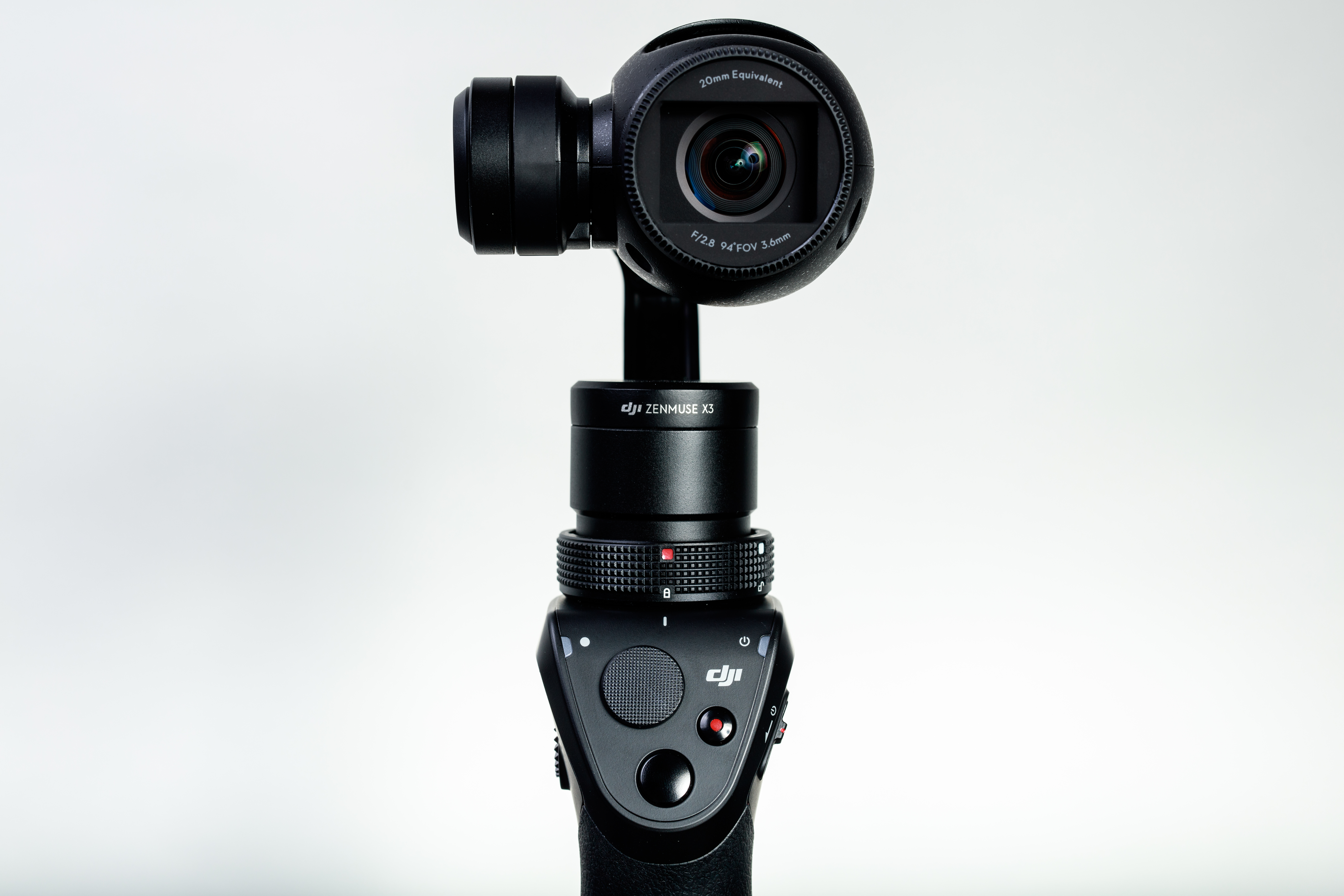

DJI 오즈모(DJI Osmo, 灵眸, 링모우, Ling Mou, DJI OSMO)는 DJI (회사)에서 제조한 소형 캠코더 제품군이다. 최대 64GB 마이크로SD 스토리지 내에서 4K UHD 및 12-16 MP를 촬영할 수 있다.
대부분의 캠코더와는 달리 카메라 짐벌을 베이스에 부착하는 모듈식 디자인을 채택하고 있으며 이를 사용하여 젠뮤즈(Zenmuse, 禅思) X5R 짐벌을 사용하여 무손실 압축 및 RAW 형식과 같은 다양한 파일 형식을 통합할 수 있다. 인스파이어 1 UAV 젠뮤즈 짐벌과 하위 호환된다.

## 개요
DJI 오즈모는 캠코더이므로 손잡이, 카메라 짐벌, 케이스만 포장되어 있다. 카메라의 인터페이스는 특정 팬텀 드론에 사용되는 "DJI Go"라는 스마트폰 앱을 통해 제어된다.

## 사양

### 하드웨어

#### 카메라
DJI 오즈모는 94도 FOV와 f/2.8을 갖춘 12.4메가픽셀 Sony Exmor R CMOS 1/2.3" 센서를 사용한다. ISO 범위는 동영상의 경우 100-3200, 정지 사진의 경우 100-1600이다. DJI 오즈모는 다음 프레임 속도 및 해상도로 촬영할 수 있다:
UHD 4K(4096x2160) 24/25p
UHD 4K(3840x2160) 24/25/30p
2.7K(2704x1520) 24/25/30p
FHD: 1920x1080 24/25/30/48/50/60/120p
HD: 1280x720 24/25/30/48/50/60p

##### 일반
DJI 오즈모 핸들 자체의 무게는 201g이며, 핸들 크기는 61.8 x 48.2 x 161.5mm이다. (2.43 x 1.9 x 6.4in) 컨트롤은 녹음 버튼, 조이스틱 및 전면의 트리거이다. 카메라를 켜고 끄는 전원 슬라이더는 핸들 오른쪽에 있다. 왼쪽에는 카메라에 마운트를 부착할 수 있다.

##### 마이크
카메라에는 오디오 녹음을 위한 내부 마이크가 장착되어 있으며 트리거 근처에 배치된 3.5mm 잭을 통해 외부 마이크를 연결할 수 있다.

##### 카메라 짐벌
DJI 오즈모는 X3, X3 Zoom, X5, X5R 등 4개의 Zenmuse 짐벌 카메라와 호환된다. 패키지로 제공되는 X3는 최대 4K 비디오를 촬영하고 12MP 스틸 사진을 찍을 수 있다. X3 줌은 동일한 X3 센서를 유지하지만 3.5배 광학 줌과 2배 디지털 무손실 줌을 추가한다. X5는 30fps에서 4K를 촬영할 수 있으며 16MP 스틸을 촬영할 수 있다. X5 짐벌의 업그레이드 버전인 X5R은 무손실 압축과 RAW 형식을 추가했으며 전문가용으로 제작되었다. 그러나 X5 및 X5R에는 별도로 판매되는 별도의 어댑터가 필요하다.
잠기지 않는 한 짐벌은 3개의 개별 모터로 안정화되어 이후 편집 없이 영상을 안정적으로 유지한다. 사용하지 않을 때는 모터가 자동으로 잠기고 설정 및 초기화 중에 수동으로 잠금을 해제할 수 있다.

### 소프트웨어
DJI 오즈모에는 내부 디스플레이가 없다. 안드로이드 또는 iOS를 실행하는 스마트폰에는 "DJI Go"라는 동반 앱이 필요하기 때문이다. 그러나 외부 연결 없이 독립적으로 작동할 수도 있다.